# 李小喜
李小喜（9世纪？—914年2月16日）五代十国燕国将领。
李小喜本来是晋王李克用麾下小校，后来投奔燕王刘仁恭，刘仁恭的儿子刘守光以为爱将。唐朝天祐四年（907年），梁王朱温派李思安率兵攻打刘仁恭的境内，四月初三，直抵幽州城下。刘仁恭在大安山修养，城中没有防备。刘守光带兵入城抵御防守，击退李思安，自称节度使，令李小喜、元行钦率兵攻打大安山。刘仁恭派军抵抗，被李小喜打败。李小喜俘虏了刘仁恭把他带回幽州，被刘守光囚禁。应天元年（911年），刘守光称大燕皇帝。李小喜经常促成刘守光的恶行，刘守光对李小喜言听计从，李小喜的权势倾动燕国境内。应天三年（913年）十一月，晋王李存勖攻打燕国，刘守光将要出城投降。李小喜劝住了他，却在晚上，自己越过城墙，前往晋军投降，并且说明幽州城内已经力竭。十一月二十四日，晋王李存勖统率诸军四面围攻，夺取了幽州城，擒获刘仁恭及他的妻妾，刘守光带着妻儿逃走，随后也被俘获。天祐十一年正月十九日（914年2月16日），李存勖回到太原，将刘仁恭、刘守光父子献俘父亲李克用的太庙，并亲临刑场斩杀刘守光。临刑前刘守光高呼说：“我死而无恨，然而教我不降的人是李小喜。”李存勖把李小喜召来证实刘守光的话，李小喜怒骂刘守光：“你乱伦的禽兽行为也是我教的吗？”李存勖对他的出言无礼大怒，于是先斩杀了李小喜。